# Дрим тим (2. сезона)
Друга сезона телевизијске серије Дрим тим емитована је од 22. јануара до 8. фебруара 2024. године на каналу Суперстар ТВ. Друга сезона се састоји од 14 епизода.,

## Радња
Илија Срдић, његова жена Цига и њихових 11 синова суочава се са новим изазовима и невољама, у њиховој жељи да очувају свој оригинални, независни начин живота на београдском Булбулдеру, као и да спасу постанак заједничког спортског терена након краха њихових фудбалских амбиција.
После пораза у последњој утакмици, ФК Булбудер је избачен из свих професионалних и амаатерских такмичења, а Илија је због пореског дуга осуђен на ношење наногице. Илија проглашава стечај, један број синова - играча распродаје другим клубовима по багателним ценама, а он покушава да текућу беспарицу премости уз помоћ своје кафане и приватне школе фудбала коју отвара за младе таленте.
Али, на Илијин терен је у међувремену бацио око неки моћни инвеститор са планом да ту изгради велики тржни центар и отера Срдиће. Притеран уза зид, Илија користи све легалне и нелегалне начине да задржи власништво над тереном, али и да испуни последњу жељу преминулог деде Дракчета: да га сахране на терену и да са тог места његове кости више нико не помера. Илија стога одлучује да, у одбрани од халапљивог инвеститора, свој опстанак на Булбулдеру пошто-пото заштити тако што ће преостале синове да ангажује у политичким странкама на власти и у опозицији, али и у свету подземља. Овај план, међутим, не пролази глатко, јер каријере синова у свету политике и криминала се развијају непредвиђеним токовима, изазивајући честе породичне обрте и урнебесне конфликте.

## Епизоде
| Бр. еп. (укупно) | Бр. еп. (у сезони) | Наслов                      | Редитељ       | Сценариста                                            | Премијера        |
| --- | ------------------ | --------------------------- | ------------- | ----------------------------------------------------- | ---------------- |
| 15 | 1                  | Деца су наше највеће благо  | Дејан Зечевић | Владимир Ђурђевић, Иван Велисављевић и Петар Грујичић | 22. јануар 2024. |
| Након Икиног изласка из затвора, Фудбалски клуб Булбулдер пребачен је у најнижу лигу. Тренер Чалија и Ика се свађају, што доводи до туче међу Икиним синовима фудбалерима. Ика одлучује да прода своје синове и покрене школу фудбала, али радници и представници Marli Construction-а имају друге планове за фудбалски терен…                                                                               |                    |                             |               |                                                       |                  |
| 16 | 2                  | План за спас                | Дејан Зечевић | Владимир Ђурђевић, Иван Велисављевић и Петар Грујичић | 23. јануар 2024. |
| Илија одлучује да своје синове упише у политичке партије и криминалне организације како би сачувао своју земљу од грађевинске мафије. Међутим, његови синови и жене пружају отпор, што доводи до сукоба. Деда Дракче у сну саветује Ику да једног од синова уведе у геј популацију… |                    |                             |               |                                                       |                  |
| 17 | 3                  | Мита Корлеоне               | Дејан Зечевић | Владимир Ђурђевић, Иван Велисављевић и Петар Грујичић | 24. јануар 2024. |
| Јоргачевић, Цига и Слађа покушавају да покрену кафану, али се у почетку муче. Гандра се, уз Илијину помоћ и Богданову помоћ, повезује са Хаџи Тошићем да га упозна са геј популацијом. Мита тражи савет од свог покојног деде Дракчета… |                    |                             |               |                                                       |                  |
| 18 | 4                  | Газите, ја и даље држим час | Дејан Зечевић | Владимир Ђурђевић, Иван Велисављевић и Петар Грујичић | 25. јануар 2024. |
| Поштар Раде на превару доставља пореско решење Илији. Илија једва преживљава носећи се са дуговима и каматама. Србобран и Кими се враћају породици, док Шефке доводи лидерку опозиције Кристину у Булбулдер како би га одбранили од напада инвеститора… |                    |                             |               |                                                       |                  |
| 19 | 5                  | Деоба Срдића                | Дејан Зечевић | Владимир Ђурђевић, Иван Велисављевић и Петар Грујичић | 26. јануар 2024. |
| Мита са својим новим сапутницима Луком, Главоњом и Буљом успева да од Боре сазна ко је инвеститор који напада Булбулдер. Политичке амбиције доводе до сукоба међу Срдићима, посебно након Даничиног успона у партијској хијерархији. Илијини планови за остале синове пропадају док Цига тајно одлази код Марлија, власника компаније Marli Construction. Марли од Циге тражи да му се врати, по сваку цену… |                    |                             |               |                                                       |                  |
| 20 | 6                  | Ика увек има неку идеју     | Дејан Зечевић | Владимир Ђурђевић, Иван Велисављевић и Петар Грујичић | 29. јануар 2024. |
| Приликом свечаног отварања своје школе фудбала, Илија примећује Цигино одсуство. У кладионици Лука и његови криминалци врше притисак на Миту да их посаветује кога да изаберу за предстојећи дерби. Ика се упушта у флерт са Јадранком, лепом мајком једног од његових ученика… |                    |                             |               |                                                       |                  |
| 21 | 7                  | Проверено, Мин Њет          | Дејан Зечевић | Владимир Ђурђевић, Иван Велисављевић и Петар Грујичић | 30. јануар 2024. |
| Грађевински радници, Бора Катастар и Марли претили су на Икиној имовини, али су их Ика, Мита, Кими и Србобран отерали. Ика, свестан Бориног скорог доласка са полицијом, одлучује да постави замку уз помоћ криминалаца Луке, Буље и Главоње… |                    |                             |               |                                                       |                  |
| 22 | 8                  | Очеви и оци                 | Дејан Зечевић | Владимир Ђурђевић, Иван Велисављевић и Петар Грујичић | 31. јануар 2024. |
| Ика тражи преговоре са полицијом и Марлијем око имовине. Опозиција и владајуће странке користе случај за своје интересе, али је Икиних чланова породице све мање. Ика открива да је Шефке, копајући рупе за лажне мине, пронашао кашику са краљевском круном и схвата да би цели терен могло бити драгоцено археолошко налазиште…                                                                            |                    |                             |               |                                                       |                  |
| 23 | 9                  | Све на извол те             | Дејан Зечевић | Владимир Ђурђевић, Иван Велисављевић и Петар Грујичић | 1. фебруар 2024. |
| Илија је наговорио професора Дебељковића да лажно процени вредност пронађене кашике из доба краља Драгутина. Илија организује церемонију излагања кашике, али је на крају украдена. Марли је одушевљен вестима да му је Јоргачевић син. |                    |                             |               |                                                       |                  |
| 24 | 10                 | Сладак живот                | Дејан Зечевић | Владимир Ђурђевић, Иван Велисављевић и Петар Грујичић | 2. фебруар 2024. |
| Илија се бори да се опорави након што Цига открије да је Јоргачевић Марлијев син, упркос уверавањима његових синова. Даница, стављена на изборну листу, креће у романтичну авантуру са председником странке. Боске открива њену прељубу, али се на крају ипак приклања Даницином ауторитету…. |                    |                             |               |                                                       |                  |
| 25 | 11                 | Распад система              | Дејан Зечевић | Владимир Ђурђевић, Иван Велисављевић и Петар Грујичић | 5. фебруар 2024. |
| Илија остаје при свом ставу, али после сусрета Хаџи Тошића са Марлијем, Илији и његовој породици предлажу неограничен боравак у луксузној вили. Упркос противљењу, Ика се слаже, што доводи до хаотичног и претераног начина живота. |                    |                             |               |                                                       |                  |
| 26 | 12                 | Проклета је Америка         | Дејан Зечевић | Владимир Ђурђевић, Иван Велисављевић и Петар Грујичић | 6. фебруар 2024. |
| Цига упознаје Јоргачевића са Жиком, који верује да ће наследити Марлијеву империју. Среда убеђује Богдану да се скине за пратиоце на друштвеним мрежама, док Мита убеђује Луку да се посвети легалном послу, али сви бивају ухапшени, што доводи до хаоса у Срдићевој кући. |                    |                             |               |                                                       |                  |
| 27 | 13                 | Повратак у Рај              | Дејан Зечевић | Владимир Ђурђевић, Иван Велисављевић и Петар Грујичић | 7. фебруар 2024. |
| Ика се маскира да пребије Жику у пословној згради, али одустаје од плана након што се попне на шеснаести спрат. Мита, Кими и Србобран су пуштени у замену за информације о томе где се Браца налази. Илија тражи савет од свог покојног деде Дракчета, који открива да Жика плаћа своје раднике Јорго-новчићем…                                                                                              |                    |                             |               |                                                       |                  |
| 28 | 14                 | Happy End                   | Дејан Зечевић | Владимир Ђурђевић, Иван Велисављевић и Петар Грујичић | 8. фебруар 2024. |
| Судија Плескоњић и Сале ухапсили су Кутлешу и Среду, који су признали малверзације, али је њихово хапшење незаконито. Среда се разводи од Кутлеше, купује Булбулдер и одлучује да вади нафту са поља. Породица Срдић се враћа кући, а сви се надају бољој будућности. |                    |                             |               |                                                       |                  |